# Loeseneriella serrata
Loeseneriella serrata är en benvedsväxtart som först beskrevs av William Griffith, och fick sitt nu gällande namn av Albert Charles Smith. Loeseneriella serrata ingår i släktet Loeseneriella och familjen Celastraceae. Inga underarter finns listade.